# 산투안토니우 당구

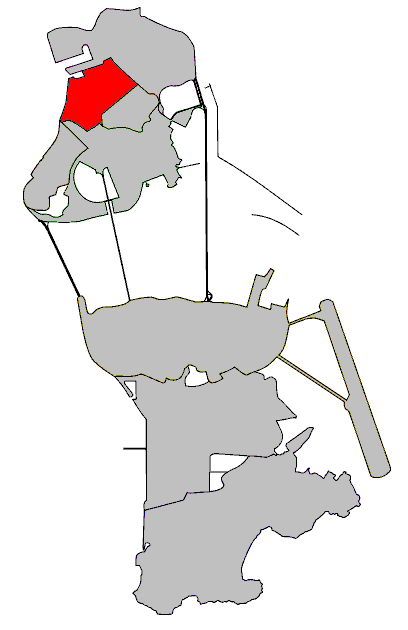
산투안토니우 당구의 위치

산투안토니우 당구(포르투갈어: Freguesia de Santo António 프레게지아 드 산투안토니우[*]) 또는 성안둬니 당구(중국어 간체자: 圣安多尼堂区, 정체자: 聖安多尼堂區, 병음: Shèng'ānduōní Tángqū, 한국어: 성안다니 당구), 화왕 당구(중국어 간체자: 花王堂区, 정체자: 花王堂區, 병음: Huāwáng Tángqū, 한국어: 화왕 당구)는 마카오반도 서부에 위치한 당구로 면적은 1.1km2, 인구는 109,000명이다. 당구 이름은 파도바의 안토니오에서 유래된 이름이다.
당구 전역은 매립지이며 마카오에서 인구 밀도가 가장 높은 당구(1km2당 98,776명)이다. 세 당구 북쪽과 노사세뇨라드파티마 당구 남쪽, 상라자루 당구 서쪽과 마카오 내항 동쪽에 위치한다.
산투안토니우 당구는 다음과 같은 지역을 포함한다:
- 사강(沙崗)
- 신차오(新橋)
- 샤리터우(沙梨頭)

상업 주택 지역 사이에는 소규모 공장이 혼재하며 산투안토니우 당구에는 다음과 같은 관광 명소가 존재한다:
- 바이거차오 공원(白鴿巢公園)
- 성 바오로 성당 유적(大三巴牌坊)
- 대포대(大炮台)